# تامترت
تامترت بلدية تقع في الجنوب الغربي للجزائر وهي تابعة لدائرة بني عباس،ولاية بني عباس يبلغ عدد سكانها حولي 1267 نسمة.